# Alpheus schubarti
Alpheus schubarti — вид десятиногих ракоподібних родини раків-лускунчиків (Alpheidae). Описаний у 2024 році.

## Поширення
Вид поширений на заході Атлантичного океану. Типові зразки зібрані неподалік міста Масейо у штаті Алагоас у Бразилії.